# Битва под Ковалевым

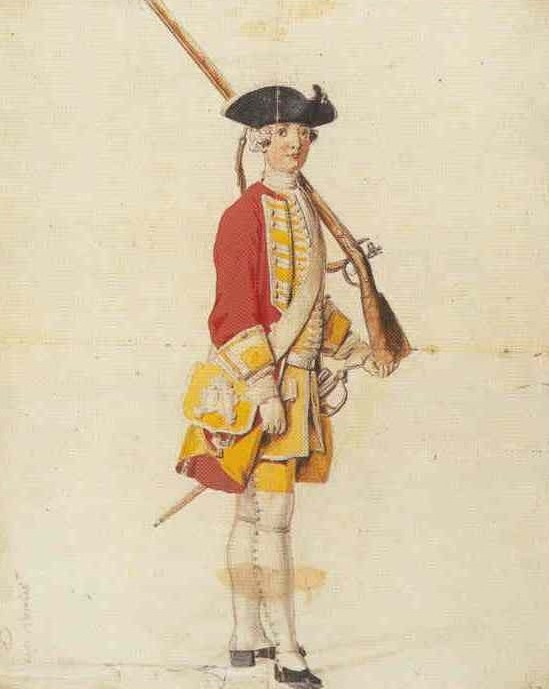
Саксонский пехотинец времён Августа II Сильного

Битва при Ковалеве произошла 5 октября 1716 года между войсками тарногрудских конфедератов и саксонской армией короля Августа II Сильного. Битва произошла на полях между Ковалево-Поморске и Плюсковенсами.

## Причины
Сражение произошло, несмотря на заключённое 4 июля и несколько раз продлевавшееся перемирие между силами Тарногрудской конфедерации и королевской армией Августа II Сильного, состоявшей в основном из саксонских войск. Перемирие не соблюдалось в Великой Польше и Куявии, где группа конфедератов под предводительством региментария Хризостома Яна Немира Гняздовского не прекращала боевых действий. Уже после вступления в силу перемирия конфедераты начали блокаду Познани, которую затем взяли штурмом утром 24 июля 1716 года. В конце первой декады августа союзные войска оставили Познань и двинулись в Накло, где они защищали съезд конфедеративных воеводств Калиш и Познань. Затем, в конце августа, конфедераты достигли Быдгоща и, ликвидировав саксонский гарнизон в Фордоне, разбили лагерь, откуда 4 сентября 1716 года без боя заняли Торунь, ранее покинутый королевским гарнизоном.
Гняздовский, узнав о приближении королевской армии, оставил в Торуни 6 пушек и 200 пехотинцев, а с остальными силами в составе 5-10 тысяч солдат, в том числе 800 пехотинцев и 11 орудий, двинулся навстречу наступающим саксонцам. Узнав о походе саксонцев, на помощь Гняздовскому пришли два отряда конфедератов из Люблинщины. Один из них — в составе литовских конфедератов под командованием Станислава Потоцкого (2000 кавалеристов) успел соединиться с Гняздовским ещё до встречи с саксонской армией Бозе. Саксонский корпус генерала Адама Хенрика фон Бозе был послан королём за провиантом и в связи с перемирием без намерения ведения боевых действий. Выйдя из-под Варшавы, корпус Бозе двинулся по правому берегу Вислы, на некотором удалении от реки. Не позднее 2 октября королевские войска достигли Бродницы. Услышав об этом, Гняздовский двинулся со своей армией к Броднице, фон Бозе направился к Гняздовскому. Дивизии Гняздовского и Потоцкого также были объединены под Ковалевом, что сразу же вызвало спор об общем командовании объединённой армией конфедератов.

## Королевские силы
- два саксонских пехотных полка: Вакербарт и Фризе
- два королевских пехотных полка: королевский и княжеский под командованием воеводы хелминского Якуба Зигмунта Рыбинского
- два саксонских кирасирских полка: королевича (Königliche Prinz) и принца Александра (Prinz Alexander)
- четыре саксонских драгунских полка: (Ансбах-Флемминг, Байройт, Шметтау и Бильке)
- два коронных драгунских полка: королевича и гетмана польного коронного
- по крайней мере одна татарская хоругвь

## Порядок войск

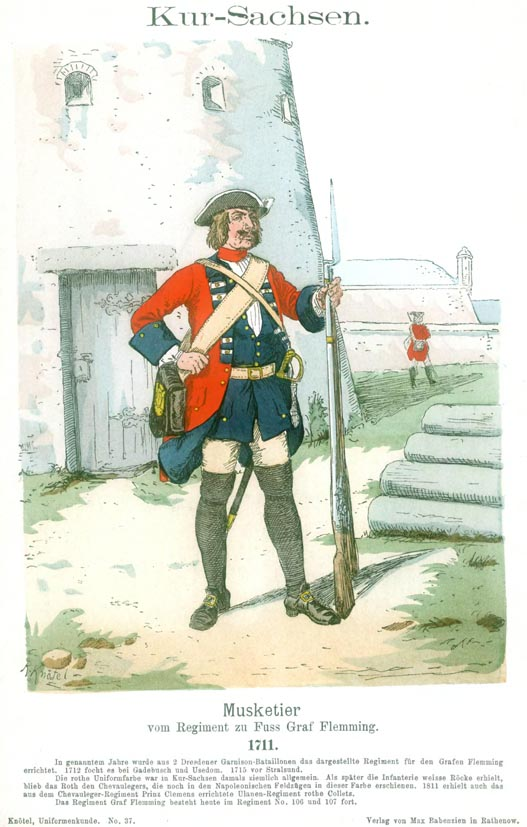
Саксонский мушкетёр около 1711 года

Утром 5 октября королевская армия прошла через лес и заняла боевые позиции на его опушке перед деревней Плюсковенсы, а затем двинулась линейным строем вперёд. В центре, по обеим сторонам дороги, ведущей из Плюсковенсы в Ковалево, конфедераты разместили все 800 пехотинцев и шесть полевых орудий. Правое крыло занимала коронная кавалерия во главе с лично Хризостомом Гняздовским, располагалавшаяся в две линии, растянувшиеся на расстояние более 1 км. Левое крыло занимала литовская конница Потоцкого, построенная в две линии. За ней перпендикулярно основной линии располагалась кавалерийская часть, дополнительно прикрывавшая литовское крыло. За обоими флангами находились лагеря коронной и литовской армии и замковая гора в Ковалеве.

## Битва
Сражение началось с артиллерийского огня, прерванного парламентёром саксонского командующего фон Бозе, который попросил, чтобы королевские войска получили возможность пройти в Королевскую Пруссию. Парламентёр использовал аргументы о действующем перемирии и стартовавшем в Варшаве мирном конгрессе. По словам Отвиновского, Хризостом Гняздовский был готов согласиться на это, но литовцы протестовали, и их авангард во главе с неким Жабкой начал атаку. В этой ситуации фон Бозе приказал идти вперёд, что привело к возобновлению артиллерийского огня. Настоящая битва началась около полудня с атаки коронных знамён конфедерации (правое крыло) на левом крыле короля. В нём участвовало несколько десятков хоругвей, в том числе гусар, но их атака рухнула под огнём пушек и ружей во главе с драгунами и королевской пехотой (саксонским полком Фризе и коронным полком принца). Кавалерийские хоругви, участвовавшие в атаке, в панике начали бежать под огнём, и Гняздовский не смог их остановить. Это привело к распаду правого крыла конфедератов, чем и воспользовались саксонцы, идя в атаку, при этом драгуны наступали медленно, вместе с пехотой. Расположенная в центре пехота конфедерации под командованием полковника Якуба Штейнфлихта выдержала лишь четыре артиллерийских и ружейных залпа, произведённых с близкого расстояния, а когда королевские войска атаковали их позиции, вся пехота конфедератов, лишённая поддержки коронной кавалерии, немедленно сдалась. Дольше всего оставались на поле боя хоругви литовской конницы, оказавшей ожесточённое сопротивление, но под угрозой окружения после четырёхчасового боя стали отходить.

## Последствия и подписание Варшавского договора
После панического бегства с поля боя и фактического распада армии конфедератов, по словам Бозе, у Станислава Владислава Потоцкого осталось 1500 солдат, а у Хризостома Гняздовского первоначально 200, а когда он собрал рассредоточенные войска — не более 500 человек. Авангард королевских войск пошёл по следу бегущих конфедератов и в тот же день вошёл в Торунь. Позже конфедераты обвинили самого Гняздовского в государственной измене. Благодаря победе королевская армия восстановила контроль над Куявией и Померанией. Политический эффект заключался в повышении престижа короля Августа II Сильного, что было важным активом в условиях начала мирных переговоров с конфедератами. Король мог также обратиться к дворянству, до этого сохранявшему нейтральное отношение к продолжавшемуся конфликту с конфедератами, не присоединяться к конфедератам. В связи с начавшейся русской военной интервенцией — марш русского корпуса генерала Карла-Эвальда фон Рённи (Ренни) со стороны Днепра в сторону Вислы — привёл к заключению 10 октября перемирия, окончательно завершившего военные действия. Это было прелюдией к заключению компромиссного Варшавского договора 3 ноября 1716 года между полномочными представителями короля и конфедератами.